# Адамик Вікторія Віталіївна
Ада́мик Вікторія Віталіївна (нар. 25 квітня 1977, м. Тернопіль) — український педагог та вчений у галузі економіки. Дочка Алли Мельник. Кандидат економічних наук (2001).

## Життєпис
Народилася 25 квітня 1977 року в м. Тернополі (нині Україна).
Закінчила Тернопільську академію народного господарства (нині Тернопільський національний економічний університет; міжнародна економіка). Працює доцентом кафедри менеджменту і міжнародного підприємництва Національного університету «Львівська політехніка».
Авторка понад 60 наукових праць, у тому числі монографій, посібників та статей у вітчизняній й зарубіжних фахових економічних виданнях.